# Филон Кипарски
Преподобни Филон је био епископ кипарски. Посвећен за епископа од светог Епифанија, када је овај био позван у Рим да молитвом помогне сестри цара Хонорија. Протумачио је Петокњижије и Песму над песмама. Умро је у V веку.
Српска православна црква слави га 24. јануара по црквеном, а 6. фебруара по грегоријанском календару.
Велики део овог текста је преузет из охридског пролога светог владике Николаја Велимировића. Он не подлеже ауторским правима